# Interavia Airlines
Interavia Airlines (En ruso: Интеравиа авиакомпания) fue una aerolínea basada en Moscú, Rusia. Operaba velos regulares y chárteres de pasajeros a nivel doméstico e internacional durante sus 10 años de existencia. Su aeropuerto base era el Aeropuerto Internacional de Moscú-Domodédovo. En 2008 la autoridad rusa de aviación civil revoco su permiso de vuelo debido a graves deudas que presentaba la compañía.

## Historia
La aerolínea se fundó bajo el nombre de Astair Airlines en 1998, y fue renombrada Interavia Airlines el 18 de mayo de 2005.  La aerolínea fue registrada como una sociedad anónima con acciones que cotizan en bolsa. El gobierno ruso no poseía ninguna acción de esta compañía. 
Debido a dificultades financieras la aerolínea cesó operaciones el 28 de noviembre de 2008, el gobierno ruso revoco el permiso de operador aéreo a la compañía el 9 de octubre de ese mismo año. En sus últimos días la aerolínea solo operó un Yak-42.

## Destinos
Al momento del cese de operaciones las siguientes rutas eran operadas por la compañía

### Domésticos
- Anapa

- Arjánguelsk

- Blagoveshchensk

- Irkutsk

- Magadán

- Majachkalá

- Mineralnye Vody

- Moscú

- Sochi

## Flota
Al momento de la quiebra de la aerolínea, se encontraban en servicio los siguientes aparatos. 
A principios de 2008 la aerolínea mostró interés en adquirir algunos ATR-42 de fabricación italiana. 